# Sonata para piano n.º 12 (Mozart)
La Sonata para piano n.º 12 en fa mayor, K. 332/300k, de Wolfgang Amadeus Mozart, fue escrita al mismo tiempo que la KV 330 y la KV 331 (Alla turca), Mozart las numeró como parte de un grupo de una a tres sonatas. 

## Fecha y lugar de composición
Se pensó que habían sido escritas en 1778 en París, pero estudios recientes muestran que datan de 1783.
Viena ha sido sugerida como posible lugar de composición, mientras que otras hipótesis afirman que pudieron ser escritas durante una visita a Salzburgo que Mozart realizó con su esposa, con la intención de presentársela a su padre. En cualquier caso, las tres sonatas fueron publicadas en Viena en 1784.

## Estructura
Consta de tres movimientos:
1. Allegro - en forma sonata.

1. Adagio - en la tonalidad de si bemol mayor y en forma Sonata sin desarrollo.

1. Allegro assai -  en forma sonata.

Su interpretación suele durar unos 18 minutos (25 minutos con repeticiones).
El primer movimiento de la sonata es como un himno y melodioso. Este movimiento en forma sonata ofrece "el ejemplo clásico" de la imitación de un cierre de la exposición esencial mediante una semicadencia que se extiende hasta la parte del tema secundario y aplazando la conclusión de la exposición esencial hasta la siguiente cadencia auténtica.
El segundo movimiento (adagio) está en forma Sonata sin desarrollo. En el autógrafo, la reexposición (compases 21 ff.) es esencialmente una repetición literal de su presentación inicial. En las primeras ediciones, sin embargo, se presenta elaborado considerablemente.
El rápido finale está en compás de 6/8. Mientras que comienza con un acorde y un pasaje forte, concluye con una cadencia en pianissimo.